# Aspidiophorus microlepidotus
Aspidiophorus microlepidotus is een buikharige uit de familie Chaetonotidae. Het dier komt uit het geslacht Aspidiophorus. Aspidiophorus microlepidotus werd in 1978 voor het eerst wetenschappelijk beschreven door d'Hondt. 